# Belém
Belém ([beˈlẽj]; portugalsko za Betlehem; sprva imenovano Nossa Senhora de Belém do Grão-Pará (Betlehemska Gospa iz Velike Pará), pogosto imenovano Parájski Belém, je mesto, glavno mesto in največje mesto zvezne države Pará na severu Brazilije. Je prehod do reke Amazonke z živahnim pristaniščem, letališčem in avtobusno postajo. Belém leži približno 100 km navzgor od Atlantskega oceana, na reki Pará, ki je del večjega sistema reke Amazonke, ki jo od večjega dela delte Amazonke ločuje Ilha de Marajó (otok Marajó). Z ocenjeno populacijo 1.303.403 ljudi - ali 2.491.052 glede na metropolitansko območje - je 12. najbolj naseljeno mesto v Braziliji, pa tudi 16. po gospodarskem pomenu. Je drugo največje v severni regiji, takoj za Manausom v zvezni državi Amazonas.
Belém, ki ga je leta 1616 ustanovila Kraljevina Portugalska, je bil prva evropska kolonija ob Amazonki, vendar je postal del Brazilije šele leta 1775. Novejši del mesta ima sodobne stavbe in nebotičnike. Kolonialni del ohranja čar trgov, polnih dreves, cerkva in tradicionalnih modrih ploščic. Mesto ima bogato zgodovino in arhitekturo iz kolonialnih časov. Pred kratkim je bil priča razcvetu nebotičnikov.
Belém je znan tudi kot metropola brazilske amazonske regije ali Cidade das Mangueiras (Mesto dreves manga) zaradi velikega števila teh dreves, ki jih najdemo v mestu. Brazilci mesto pogosto imenujejo Belém do Pará (Parájski Belém) in ne samo Belém, sklicevanje na prejšnje ime mesta, Santa Maria de Belém do Grão Pará (Betlehemska sveta Marija iz Velikega Pará) in tudi za razlikovanje od številnih drugih mest, imenovanih Belém v Braziliji, pa tudi od mesta Betlehem na Zahodnem bregu Palestine. Ime je dobil po Santa Maria de Belém v Lizboni, bolj znani tudi pod skrajšanim imenom Belém.
Belém oskrbuje mednarodno letališče Belém, ki povezuje mesto s preostalo Brazilijo in drugimi mesti v Južni Ameriki, Severni Ameriki (ZDA) in Evropi (Lizbona). Mesto je tudi dom zvezne univerze Pará in državne univerze Pará.

## Zgodovina
Leta 1615 je portugalski generalni kapitan Francisco Caldeira Castelo Branco iz kapitanije Bahia poveljeval vojaški ekspediciji, ki jo je poslal generalni guverner Brazilije, da bi preverila trgovske izlete tujcev (Francozov, Nizozemcev, Angležev) po reki (Amazonki) od Caba navzgor do Norte v Grão Pará.
12. januarja 1616 se je zasidral v zdaj znanem zalivu Guajará, ki je nastal ob sotočju rek Para in Guamá, ki ga Tupinambáji imenujejo Guaçu Paraná. Caldeira je zaliv zamenjal za glavni kanal in trideset lig (178 km) navzgor zgradil leseno utrdbo, krito s slamo, ki jo je poimenoval Presépio (jaslice), zdaj znano kot Forte do Castelo. Kolonija, ki jo je oblikovala utrdba, je dobila ime Feliz Lusitânia, (Srečna Lusitanija). Bila je zametek bodočega mesta Belém. Utrdba ni uspela zatreti nizozemskega in francoskega trgovanja, je pa preprečila kolonizacijo.
Feliz Lusitânia se je pozneje imenovala Nossa Senhora de Belém do Grão Pará (Betlehemska Gospa iz Velikega Pará ) in Santa Maria de Belém (Sveta Marija iz Betlehema). Belém je leta 1655 dobil status mesta in postal prestolnica države, ko je bila leta 1772 država Pará odcepljena od Maranhão. Prva desetletja 19. stoletja je zaznamovala politična nestabilnost. Upori in medsebojni spopadi so se končno končali leta 1836, po precejšnjih žrtvah.
Trgovina s sladkorjem je bila v regiji Belém do konca 17. stoletja pomembna. Nato je gospodarski pomen mesta izmenično naraščal in padal. Govedoreja je izpodrinila sladkor vse do 18. stoletja, ko je pridelava riža, bombaža in kave postala donosna. Z naselitvijo južne Brazilije, kjer bi lahko takšne pridelke pridelovali učinkoviteje, je Belém spet propadel. Mesto je kasneje postalo glavno izvozno središče amazonske industrije kavčuka, do leta 1866 pa se je njegov položaj še izboljšal z odprtjem rek Amazonka, Tokantins in Tapajós za plovbo. Pomen Beléma se je nato nekoliko zmanjšal z razvojem pristanišča Manaus gorvodno. Obdobje kavčuka se je končalo po razcvetu v letih 1910–1912, vendar je Belém še naprej ostal glavno trgovsko središče severne Brazilije in vhodna postaja za dolino Amazonke.

## Geografija
Občina vključuje otoka Mosqueiro, obdana s 14 sladkovodnimi plažami, in Caratateua, ki poleti sprejmeta veliko število obiskovalcev. Poleg teh in tudi blizu Beléma je otok Tatuoca, kjer je ena od sedmih geofizikalnih postaj na svetu in edina postaja v Latinski Ameriki.

### Podnebje
Belém ima podnebje tropskega deževnega gozda (Köppen: Af), ki je bolj podvrženo medtropskemu konvergenčnemu območju kot morskim pasatom in brez ciklonov je pravo ekvatorialno podnebje. V vseh 12 mesecih v letu v mestu v povprečju pade več kot 60 mm padavin, zato mesto nima pravega sušnega meseca. Ima pa občutno bolj mokre in sušne sezone. Bolj vlažna sezona je od decembra do maja, medtem ko suha sezona zajema preostalih šest mesecev v letu. Tako kot v mnogih mestih s podnebjem tropskega deževnega gozda se povprečne temperature med letom malo spreminjajo in se običajno gibljejo okoli 26,5 stopinje Celzija. Zaradi svoje lege v Amazoniji je tropski deževni gozd naravno rastlinstvo v mestu in okolici.

### Vegetacija
Amazonija predstavlja več kot polovico preostalih deževnih gozdov na planetu in obsega največje in z vrstami najbolj bogato območje tropskega deževnega gozda na svetu. Mokri tropski gozdovi so z vrstami najbolj bogat biom in tropski gozdovi v Ameriki so dosledno bogatejši z vrstami kot deževni gozdovi v Afriki in Aziji. Kot največje območje tropskega deževnega gozda v Ameriki imajo amazonski deževni gozdovi neprimerljivo biotsko raznovrstnost. Več kot ena tretjina vseh vrst na svetu živi v amazonskem deževnem gozdu.

## Gospodarstvo
Številni dragoceni izdelki, ki se zdaj izvažajo iz porečja Amazonke preko Beléma, so aluminij, železova ruda in druge kovine, orehi (predvsem brazilski orehi), ananas, manioka, juta, lesni furnirji in trdi les. Japonsko priseljevanje po 1930-ih je bilo pomemben dejavnik pri razvoju jute in črnega popra, predvsem v Tomé-Açuju, južno od Beléma in blizu Santaréma. Otok Marajó, največji rečni otok na svetu, ki leži tik nasproti reke Rio Pará iz Beléma, ima nekaj pašne živine. Elektriko zagotavlja ogromen jez Tucuruí, približno 300 km jugozahodno od mesta na reki Tokantins.

## Kultura

### Círio de Nazaré
Drugo nedeljo v oktobru Pará praznuje največji verski dogodek v Braziliji: procesijo Círio iz Nazaréja. Ta tradicija se je začela, ko je kmet in lesar Plácido José de Souza našel podobo Device z otrokom na robu potoka Murucutu, kjer danes stoji bazilika Gospe iz Nazareta v izgnanstvu. Odločil se je, da sliko odnese domov. Vendar pa bi se slika skrivnostno vrnila na mesto, kjer je bila prvotno najdena vsakič, ko bi jo odnesel domov. Zato se je Plácido odločil zgraditi majhno kapelo na robu potoka. Ta dogodek je veljal za čudežen po vsej regiji. Privabila je na stotine vernikov, da so si ogledali podobo in se ji poklonili.
Od takrat se Círio praznuje kot dolga procesija, ki traja približno pet ur, v kateri na tisoče ljudi sledi kipu po ulicah Beléma. Praznik Círio velja za »amazonski božič«, ker so vsi vključeni v priprave za sprejem svetnice. V začetku septembra potekajo manjša praznovanja kot duhovna priprava na Círio, s tisoči podob, raztresenih po vsej prestolnici in sosednjih mestih.
Sčasoma je bilo zaradi želje ljudi po počastitvi svoje zavetnice v izročilo treba vnesti nove elemente. V soboto zjutraj pred procesijo Círio se kip odnese na trg Ananindeua, bližnje mesto, da se začne cestno romanje do pomola Icoaraci za mašo. Nato se začne romanje po reki. Ustvarjen je bil v čast 'povodnim možem', ki imajo Devico iz Nazareta za svojo zavetnico. Tradicionalno poteka ladjarsko tekmovanje za najbolj izvirno okrašeno barko. Ko sveta podoba zapusti Icoaraci v mornariški korveti, ji sledi na desetine čolnov in ladij skozi vode zaliva Guajará do pomola v Belému, od koder jo pospremijo vse do šole Gentil Bittencourt. Sledeča procesija s svečami simbolizira zgodbo o odkritju svetnice in njeni vrnitvi tja, kjer je bila najdena. Procesija sledi kočiji, na katero je privezana ogromna vrv, ki jo nosijo verniki, dokler procesija ne prispe do stolnice Sé.
Med procesijo je ognjemet, ki ga sponzorira Sindikat prekladalcev in zaznamuje prehod svetnice do njenega prihoda v stolnico. Ob zori naslednjega dne se verniki začnejo zbirati v starem mestu, saj verjamejo, da se bodo tako približali Devici. Ob 7. uri nadškof ponese podobo do kočije, medtem ko zvonijo zvonovi in poči ognjemet. Glavna procesija gre nato po ulicah mesta do Arhitekturnega središča Nazareta, znanega po Trg svetišča. Ko prispe na trg, se podoba odstrani iz kočije za obhajanje maše in nato dvigne, da bo vse blagoslovila zavetnica mesta Pará.
Praznovanja trajajo 15 dni, z verskimi praznovanji, kot je otroški Círio in procesijo, ki poteka dve nedelji po Círiu. Re-Círio označuje konec praznovanja s krajšo potjo nazaj do kapele Gentil Bittencourt.

### Kongresni in sejemski center Amazonije
Zgrajen na 23.000 kvadratnih metrov velikem območju ima Hangar Convention and Fair Center of the Amazon 12 prostorov, blagajne za vstopnice, hrambo prtljage, tiskovno sobo in dvorišče za hrano, razdeljenih v dveh velikih stavbah s parkiriščem za 800 vozil. Prava amazonska drevesa so zasajena na prostem. S Hangarjem se Belém pridružuje trgu nacionalnih konvencij, ki se vsakič odvijajo v drugem mestu, kot je brazilski kongres računalniške družbe. Državnih konvencij v severni regiji prej ni bilo.
Hangar, katerega dvorana sprejme 2160 udeležencev, ima nekaj najboljših tehnologij na svetu in je najsodobnejši in najfunkcionalnejši prostor za dogodke v državi. Po podatkih brazilskega združenja kongresnih in sejemskih centrov (ABRACCEF) se v 53 glavnih kongresnih in razstavnih centrih v Braziliji v povprečju odvija 17.500 dogodkov. Te dejavnosti združujejo približno 28 milijonov udeležencev. Belém ima velik potencial za to vrsto turizma.

### Arhitektura
Kolonialna arhitektura Beléma v mnogih pogledih odraža arhitekturo Lizbone na Portugalskem iz 17. stoletja, ki je služila kot navdih za glavne stanovanjske projekte tistega časa, s pogosto uporabo fasad, obloženih s ploščicami. Neoklasicistična arhitektura je tudi prisotna v stavbah, kot je gledališče Theatro da Paz, zgrajeno leta 1874. Številne stavbe s konca 19. in zgodnjega 20. stoletja odmevajo francosko arhitekturo.

## Turizem
Belém ima sodoben videz z drevoredi, številnimi trgi in javnimi vrtovi ter številnimi omembe vrednimi stavbami. Vodilno izobraževalno in kulturno središče severa, je sedež škofije, njegova stolnica, ustanovljena leta 1917 pa je ena največjih v Braziliji. Santo Alexandre, najstarejša cerkev v Belému, je bila zgrajena leta 1616. Museu Paraense Emílio Goeldi, Teatro da Paz (klasično gledališče) ter javna knjižnica in arhiv so druge pomembne ustanove. V mestu so tudi Universidade Federal do Pará (1957), učiteljska šola, kmetijski inštitut in inštitut za raziskovanje tropskih bolezni. Tržnica Ver-o-Peso v starem pristaniškem središču je velika turistična atrakcija. V mestu je tudi velik nogometni stadion Estádio Olímpico do Pará.

### Državni park Utinga
Občina Belém obsega 99 % državnega parka Utinga, ki je bil ustanovljen leta 1993 za zaščito oskrbe z vodo v metropolitanskem območju.] Park predstavlja prostor za aktivnosti v stiku z naravo domačinov, obiskovalcev ali turistov. Od centra mesta je oddaljen le nekaj kilometrov. Na voljo je osem poti, vse pa omogočajo neposreden stik z različnimi rastlinskimi in živalskimi vrstami. Najbolj priljubljena je opičja pot, ki traja približno 40 minut in poteka od jezera Bolonha do centra za obiskovalce, kjer so na voljo druge dejavnosti. Obiskovalci lahko izvedo tudi več o čistilni napravi, ki oskrbuje Belém.

### Živalski vrt Amazon Biopark
Bioparque Amazônia Safari – Crocodilo Safari Zoo, ki je manj kot 15 kilometrov od središča Beléma v soseski Tenoné, je obdan z gozdovi, rekami in potoki. Povzetek amazonske pokrajine z bujno floro in favno, ima živalski vrt  približno 23 kilometrov poti na območju, ki ga sestavljajo štirje med seboj povezani ekosistemi.
Paleontološki in malakološki muzej je imel zbirko tri tisoč kosov razkritih školjk in mehkužcev, zbranih z vseh celin.
Bioparque The Amazon je zasebna naložba, lastnik Jorge Arthur Aarão Monteiro, pooblaščen in licenciran s strani IBAMA za delovanje kot živalski vrt razreda C, edina kategorija Pará. V populaciji tisočih posameznikov so štiri različne vrste aligatorjev, pri čemer je poudarek na açu za aligatorja, opice, mravljinčarji in vidre, hijacintna ara, papagaji, tukani, pacaranas, harpijski orel, med drugimi živalmi.

### Tržnica Ver-o-Peso
Ustanovljena leta 1688 kot posledica odločitve Portugalcev, da bodo zaračunali davek za vse, kar vstopa v Amazonijo in izstopa iz nje. Kljub temu, da spominja na velikega trgovca, je mešanica barv, dišav in predmetov zelo zanimiva in tudi folklorna.
Tam je mogoče najti zdravilna zelišča, različno regionalno sadje, izdelke umetnosti in obrti, gospodinjske pripomočke, meso, ribe ter začimbe. Tržnica združuje dva tisoč stojnic in trgovcev v vsakem delu in je v bližini starega Mercado de Ferro (Železna tržnica), na pomolih.